# Irlanda del Norte
Irlanda del Norte (en inglés: Northern Ireland, pronunciado [ˈnɔːɹðəɹn ˈaiəɹlənd]; en irlandés: Tuaisceart Éireann, pronunciado [ˈt̪uəʃcəɾt̪ ˈeːɾʲən̪] (escucharⓘ); en escocés del Úlster, Norlin Airlann) es una de las cuatro naciones constitutivas del Reino Unido, situada en el noreste de la isla de Irlanda. Limita al sur y oeste con la República de Irlanda, al norte con el canal del Norte y al este con el mar de Irlanda, que la separa de la isla de Gran Bretaña.
El territorio norirlandés abarca 14 130 km², y su población estimada en 2017 es de 1 870 451 habitantes, lo que equivale a un tercio del total de la isla y al 3 % del pueblo británico. La densidad demográfica alcanza los 132 hab/km², superior al promedio del resto de la isla. La capital y ciudad más poblada es Belfast.
Fue fundada en 1921 por el Parlamento del Reino Unido, en aplicación del Acta de Gobierno de 1920 que supuso la partición de Irlanda en dos entidades: Irlanda del Norte e Irlanda del Sur. El norte está formado por seis condados (Antrim, Armagh, Down, Fermanagh, Derry y Tyrone) que conforman dos terceras partes de la provincia histórica del Úlster. Cuando los irlandeses del sur proclamaron la creación del Estado Libre Irlandés, el parlamento norirlandés expresó su deseo de permanecer bajo soberanía británica.
Dentro de la población norirlandesa se distinguen dos grupos religiosos: una mayoría de protestantes, muchos de los cuales son descendientes de la colonización del Úlster, y una minoría significativa de católicos. A su vez, los habitantes se dividen entre quienes apoyan la unión con el Reino Unido y quienes abogan por la integración en Irlanda.
La historia de la región en el siglo XX ha estado marcada por los enfrentamientos entre unionistas y republicanos. El estallido del conflicto de Irlanda del Norte en 1968 sumió al Úlster en una espiral de violencia que no quedó resuelta hasta tres décadas después: la firma del acuerdo de Viernes Santo en 1998 ha sentado las bases de un nuevo gobierno en el cual católicos y protestantes comparten el poder.

## Etimología
El nombre legal y oficial de la región es Irlanda del Norte (Northern Ireland). Este término es aceptado por los gobiernos del Reino Unido y de la República de Irlanda, así como por los organismos internacionales y la mayoría de sus habitantes. Además, forma parte de la nomenclatura oficial del estado británico: Reino Unido de Gran Bretaña e Irlanda del Norte.
El origen de la palabra «Irlanda» está basado en el irlandés antiguo Ériu (en irlandés moderno, Éire), referido a una diosa de la mitología gaélica. A su vez, Ériu proviene del protocéltico *Īwerjū, cuya traducción sería «tierra de abundancia». El pueblo celta empezó a usar la palabra Éire para referirse a los habitantes de la zona. Por influencia del germánico se añadiría el término land. Aunque algunas veces se utiliza «Úlster» como sinónimo de Irlanda del Norte, ese término no es preciso porque la provincia del Úlster engloba todo el norte de Irlanda, incluyendo tres condados que sí forman parte de la República de Irlanda.
El uso de términos distintos puede revelar la identidad cultural, étnica y religiosa del interlocutor. Los unionistas suelen referirse a la nación constituyente como Ulster o The Province ('la Provincia'), y los nacionalistas irlandeses utilizan The North («el Norte») o Six Counties («Seis Condados»). El término informal Norn Iron está extendido en el lenguaje coloquial.

## Historia

#### Edad Antigua y Media
La historia de los primeros habitantes de la provincia del Úlster ha quedado recogida en el Ciclo de la Rama Roja, un gran conjunto de escritos en prosa y verso centrados en los héroes tradicionales de los Ulaid, los pobladores del este. Se considera probable que los Ulaid y sus linajes llegaran a Irlanda desde Gran Bretaña como guerreros procedentes de la cultura celta de La Tène. Los terrenos sobre los que se asienta Belfast están habitados desde la Edad del Bronce, en el lugar arqueológico de Giant's Ring (Anillo del Gigante).
Antes de que se produjera la invasión cambro-normanda de Irlanda, la isla funcionaba con un sistema de pequeños reinos. El desembarco del rey Enrique II de Inglaterra en 1171 condujo finalmente a un señorío inglés con capital en Dublín. El este fue invadido por barones normandos, y el noble Hugh de Lacy fue nombrado conde de Úlster en 1205. Sin embargo, a partir del siglo XIV la provincia norteña volvió a estar controlada por clanes gaélicos.

#### Edad Moderna

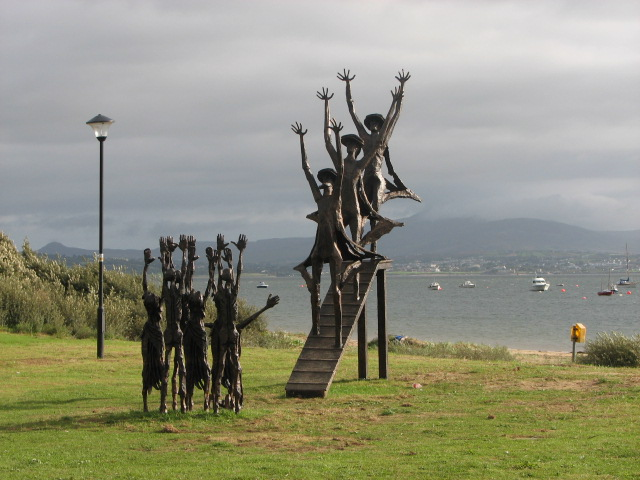
Estatua conmemorativa de la Fuga de los Condes en Rathmullan, Irlanda.

Irlanda del Norte fue el epicentro de la guerra de los Nueve Años (1594-1603) contra los programas de colonización del Úlster a finales del siglo XVI. El rey Enrique VIII de Inglaterra se autoproclamó jefe de la Iglesia irlandesa en 1537, y cinco años más tarde había establecido el clientelar Reino de Irlanda. Sin embargo, la rebelión de los jefes gaélicos Red Hugh O'Donnell y Hugo O'Neill dificultó el control del norte de la isla.
Después de ser derrotados en la batalla de Kinsale, los condes irlandeses fueron expulsados en 1607 y la Corona británica se quedó con sus tierras. Desde entonces la región estuvo sujeta a un programa colonial con la llegada de ingleses protestantes (anglicanos) y escoceses (presbiterianos), frente a la población nativa católica.
En la rebelión irlandesa de 1641 se produjeron alzamientos comunales y una serie de ataques entre nativos e ingleses, con episodios como la masacre de Portadown. Sin embargo, las victorias del reino inglés en ese conflicto y en la posterior guerra Guillermita asentaron el dominio colonial en toda la isla. En lo que respecta a Irlanda del Norte, la operación más importante fue la batalla del Boyne en 1690. Tras ese triunfo, el rey Guillermo III de Inglaterra concedió privilegios civiles y religiosos a la población protestante, en detrimento de las comunidades católica y presbiteriana. Los enfrentamientos entre fraternidades como la Orden de Orange (protestante) y la Sociedad de Irlandeses Unidos (republicana) se volvieron constantes a lo largo del siglo XVIII, y su punto de inflexión fue la rebelión irlandesa de 1798.

#### Edad Contemporánea

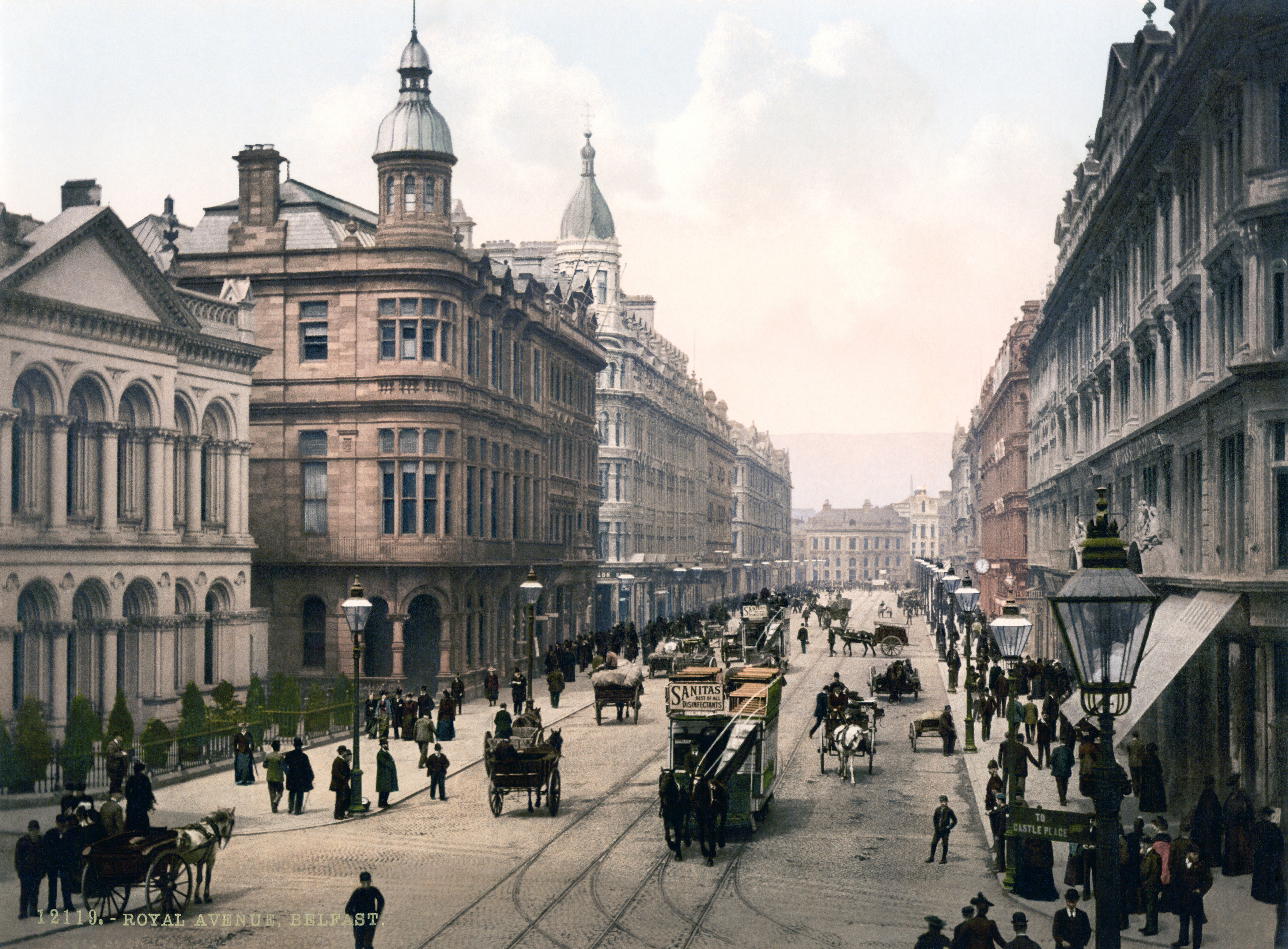
Royal Avenue de Belfast en los años 1890.

La unión del Reino Unido de Gran Bretaña e Irlanda en 1801 supuso el cumplimiento de la emancipación católica en el Úlster, mediante el cual se abolirían medidas discriminatorias contra los católicos en varios ámbitos. Además se permitió que los campesinos, muchos de los cuales eran irlandeses nativos, pudiesen comprar terrenos agrícolas a los terratenientes. A finales del siglo XIX se había impulsado un movimiento político para dotar a Irlanda de autonomía (Home Rule), cuya aprobación en el Parlamento no tuvo lugar hasta 1912. Aunque los partidarios de la unión con el Reino Unido eran minoría en el conjunto de una Irlanda católica, sí eran superiores en Belfast y los seis condados del noreste de la isla: Antrim, Armagh, Down, Fermanagh, Derry y Tyrone.
Los unionistas hicieron valer su mayoría en la Cámara de los Lores para vetar el proyecto durante décadas, pero la reforma parlamentaria de 1911 permitió que dicho veto fuese superable. En respuesta a la futura aprobación, casi medio millón de personas contrarias al parlamento irlandés firmaron el Pacto del Úlster, encabezados por el líder unionista Edward Carson. Un año más tarde, el propio Carson fundaría los Voluntarios del Úlster, una organización paramilitar contraria a la implementación del Home Rule. La ley de autonomía de 1914 nunca llegó a aplicarse por el estallido de la Primera Guerra Mundial.

### Irlanda del Norte
En 1921, la isla de Irlanda quedó dividida en dos entidades llamadas Irlanda del Norte e Irlanda del Sur, según los términos de la ley de autonomía del Gobierno de Irlanda de 1920 que fue aprobada en el transcurso de la guerra de Independencia irlandesa. El territorio norirlandés no sería considerado un país, sino más bien una provincia; estaría formado por los seis condados del noroeste, de mayoría unionista y protestante. Mientras los Irlandeses del sur boicotearon la nueva institución, los norirlandeses sí desarrollaron un gobierno y parlamento propios bajo soberanía británica. El autogobierno no era de especial agrado entre los unionistas, pero libraba al ejecutivo británico de cualquier debate en Westminster por la «cuestión irlandesa».

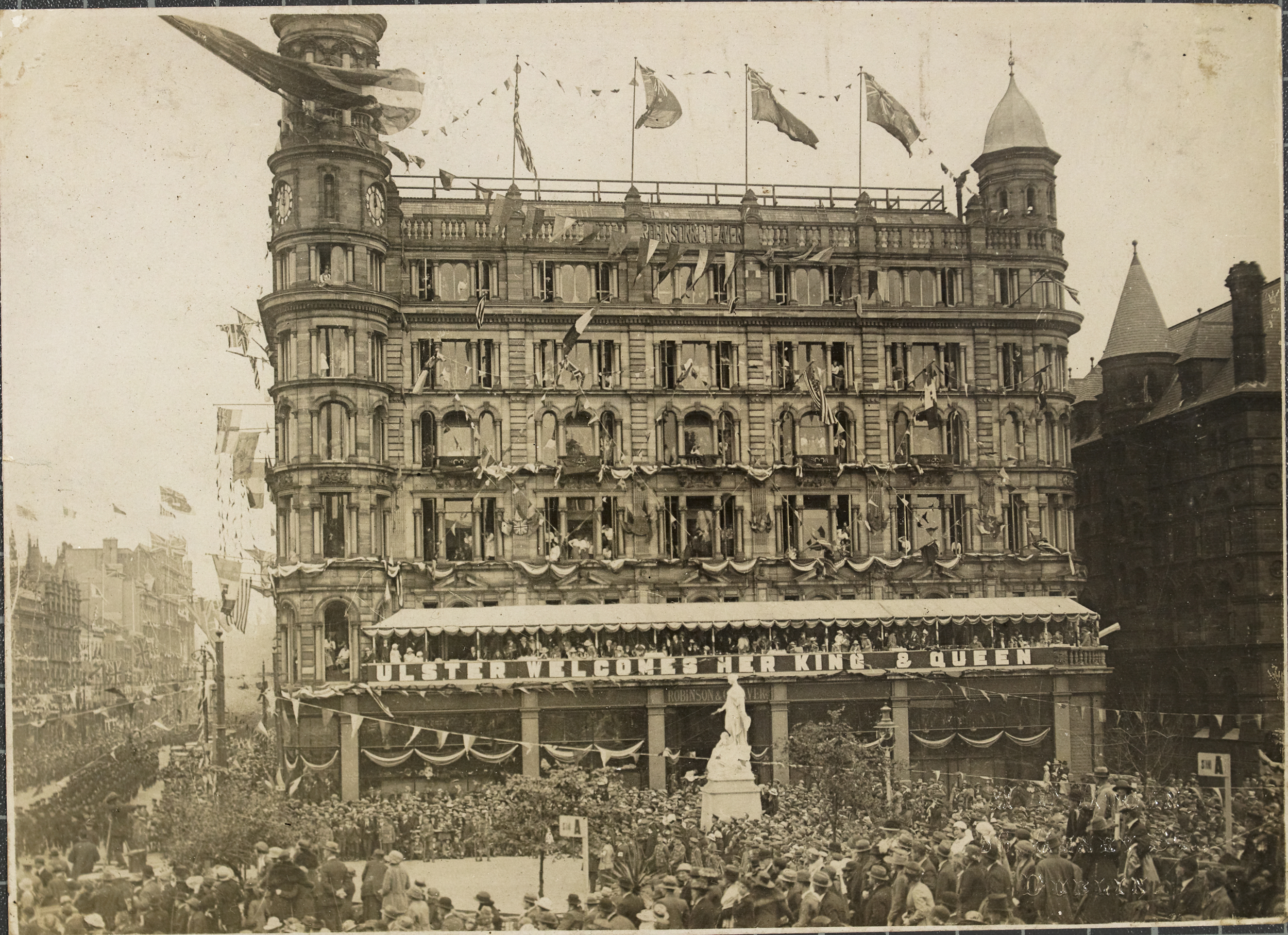
Recepción en Belfast a la familia real británica (1921).

El conflicto terminó el 6 de diciembre de 1921 con la firma del tratado anglo-irlandés y la creación del Estado Libre Irlandés en toda la isla. Bajo sus términos, Irlanda del Norte tendría la opción de retirarse del nuevo estado y permanecer en Reino Unido durante el mes siguiente a la entrada en vigor. El Parlamento de Irlanda del Norte ejerció ese derecho un día después, el 7 de diciembre, a través de una carta al rey Jorge V:
«Su Graciosa Majestad. Nosotros, los más fieles y leales súbditos de Su Majestad, los Senadores y Comunes reunidos en el Parlamento de Irlanda del Norte, teniendo constancia de la aprobación de la Ley de Constitución del Estado Libre Irlandés de 1922, y siendo necesaria la ley del Parlamento para la ratificación de los artículos del tratado entre Reino Unido e Irlanda, nosotros, desde esta humilde institución, rogamos a Su Majestad que los poderes del Parlamento y Gobierno del Estado Libre Irlandés no sean extendidos a Irlanda del Norte».
La Comisión Irlandesa de Fronteras sirvió para establecer los límites con el nuevo Estado Libre Irlandés. Debido al estallido de la guerra civil irlandesa, los trabajos se demoraron hasta el 3 de diciembre de 1925. Si bien algunos representantes de Dublín esperaban una reducción sustancial del territorio norirlandés, la comisión decidió que los seis condados permaneciesen en el Reino Unido sin cambios significativos. La situación británica de la nación quedó ratificada en la Ley de Irlanda de 1949, según la cual Irlanda del Norte no podía abandonar el Reino Unido sin el consentimiento de su Parlamento.
O
A pesar de la mayoría unionista y protestante, en la década de 1920 había una significativa minoría del 35 % que era católica y nacionalista. Los republicanos irlandeses consideraban que la división de Irlanda iba en contra de la opinión mayoritaria del pueblo irlandés, y arguyeron que el nuevo estatus de Irlanda del Norte no era democrático ni legítimo, puesto que había sido concebido exclusivamente por y para los unionistas. Esta situación sería más tarde foco de conflicto entre ambas comunidades, y dio lugar a ataques entre el IRA (nacionalista) y la Fuerza Voluntaria del Úlster (unionista).

#### The Troubles

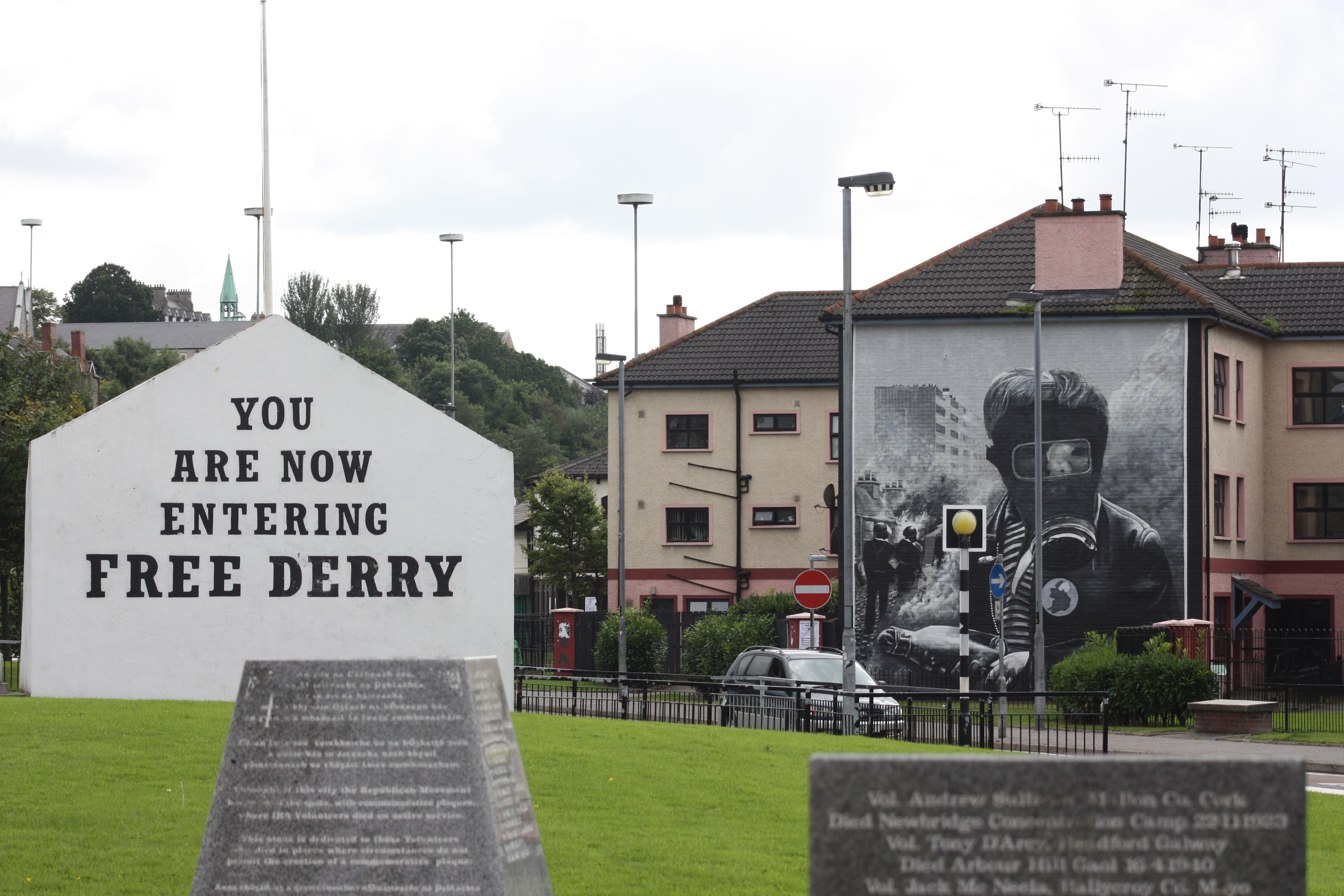
Free Derry corner en el Bogside, Derry, área nacionalista irlandesa y epicentro del «Domingo Sangriento» (1972).

En 1968 se produjo el estallido del conflicto de Irlanda del Norte (en inglés: The Troubles) sobre el estatus político de la región, que enfrentó por un lado a los unionistas, partidarios de preservar los lazos con el Reino Unido, y por otro lado a los republicanos irlandeses, demográficamente minoritarios. Se trató de una disputa esencialmente política y nacionalista relativa a la partición de Irlanda, en la que influyeron otros factores como el sectarismo y la religión. Ambos bandos recurrieron a las armas y la espiral de violencia desatada durante tres décadas deparó un saldo de 3254 muertos y más de 50 000 heridos.
A mediados de la década de 1960, la minoría católica se había unido en la Asociación por los Derechos Civiles de Irlanda del Norte (NICRA) que, inspirada en el movimiento civil estadounidense, llevó a cabo una resistencia contra la discriminación en el acceso a la vivienda social pública y por la abolición del sufragio censitario ligado al pago de impuestos, el cual sobrerrepresentaba a la población protestante. Sin embargo, parte de la comunidad unionista acusaba al NICRA de ser una tapadera del IRA, y los miembros lealistas se enfrentaron a ellos en las manifestaciones. La tensión aumentó progresivamente hacia disturbios, comunidades segregadas y finalmente enfrentamientos armados entre el IRA Provisional (creado en 1969) y las unionistas UVF y Asociación en Defensa del Úlster. En algunos casos, como el «Domingo Sangriento» de 1972, la actuación del Ejército Británico al reprimir a los manifestantes conllevó un agravamiento de la situación.
En vista de que la administración norirlandesa era incapaz de solucionarlo, Reino Unido suspendió la autonomía del Parlamento (controlado por los unionistas) el 30 de marzo de 1972 y pasó a administrarla directamente desde Londres. Además de la violencia sectaria, se produjo un bloqueo político entre los diferentes partidos sobre el estatus de la nación y la forma de gobierno. En 1973 hubo un referéndum de permanencia en el Reino Unido en el que el «sí» ganó con un 98,9 % de los sufragios y un 57,5 % de participación; los católicos boicotearon la votación.

#### Proceso de paz

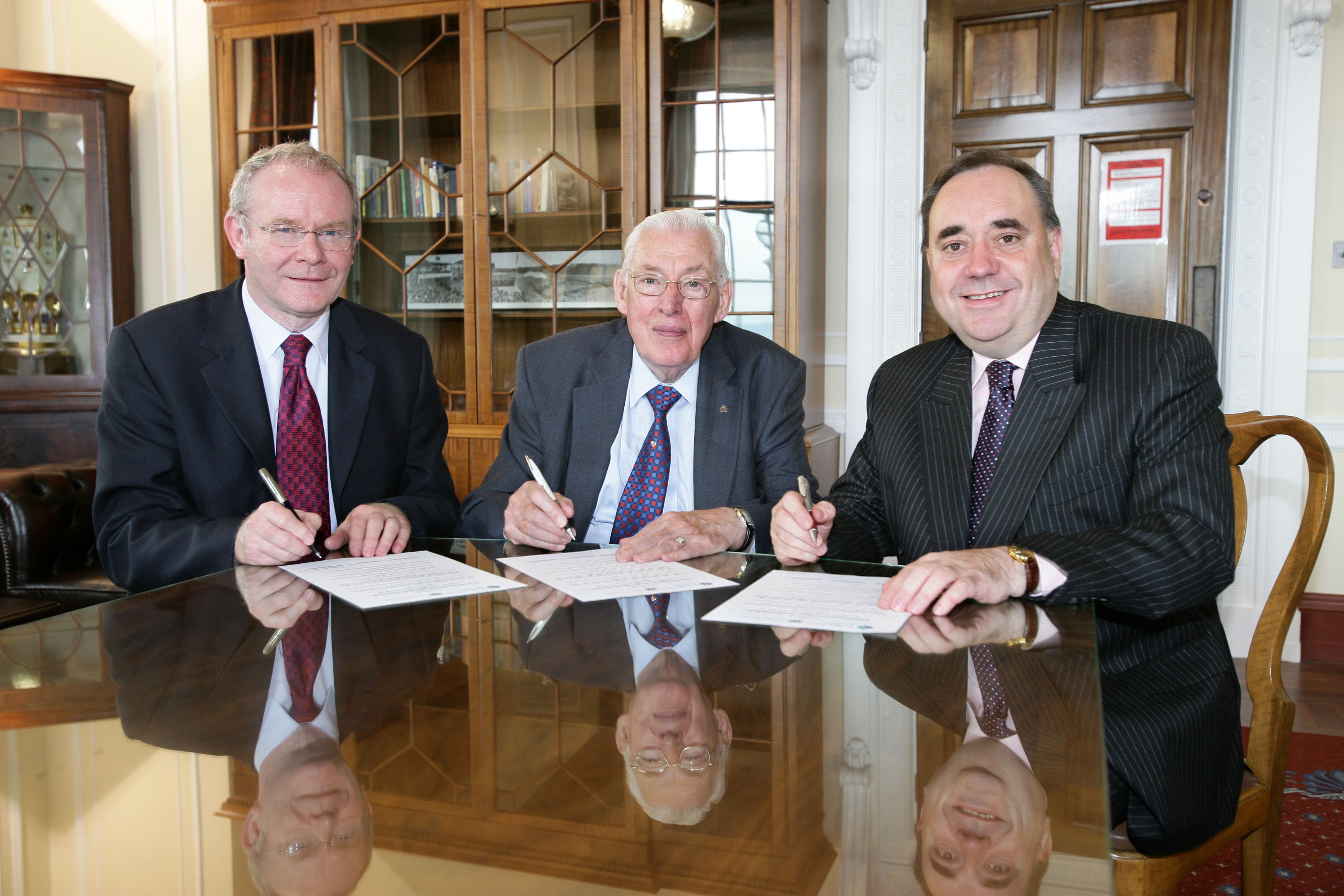
Martin McGuinness e Ian Paisley junto con el primer ministro escocés Alex Salmond (2008).

Desde finales de los años 1980 se buscó una solución negociada al conflicto norirlandés, si bien continuaron produciéndose episodios de violencia. La tregua de los paramilitares en 1994 propició conversaciones de los partidos políticos para una paz duradera. El resultado fue el acuerdo de Belfast del 10 de abril de 1998, también llamado «acuerdo de Viernes Santo». Supuso la devolución de la autonomía, con base en un reparto del poder entre católicos y protestantes a través de la nueva Asamblea Legislativa, y la creación del Servicio de Policía de Irlanda del Norte. En lo que respecta a su estatus político, Irlanda del Norte seguiría siendo británico hasta que una mayoría de votantes decidiera lo contrario en referéndum.
Este compromiso fue ratificado por los habitantes de Irlanda del Norte y de la República de Irlanda en un referéndum celebrado el 22 de mayo, y que implicaba una reforma de la Constitución de Irlanda para eliminar las reclamaciones territoriales por una Irlanda Unida. Las nuevas medidas entraron en vigor a partir del 2 de diciembre de 1999, con el nombramiento de un gobierno presidido por David Trimble. A pesar de episodios como el atentado de Omagh (1998), y de la desconfianza entre ambas facciones que incluso derivó en una nueva suspensión de autonomía en 2002, el acuerdo del Viernes Santo ha sido importante para garantizar la estabilidad de Irlanda del Norte. Los firmantes John Hume y David Trimble fueron galardonados con el Premio Nobel de la Paz en 1998; el IRA anunció su desarme en 2005, mientras que el UVF renunció a la violencia en 2007.
Después de cuatro años de suspensión, en 2006 todos los partidos norirlandeses firmaron el Acuerdo de St. Andrews para el restablecimiento de la autonomía. Tras las elecciones norirlandesas se alcanzó un pacto de gobierno en 2007 entre los antagónicos DUP de Ian Paisley y el Sinn Féin de Martin McGuinness y Gerry Adams. Desde 2016, Irlanda del Norte está pendiente de las consecuencias que pueda acarrear la salida del Reino Unido de la Unión Europea. Al contrario que el conjunto del estado, los norirlandeses votaron por la permanencia. Muchas voces favorables a la continuidad se han mostrado predispuestas a apoyar la reunificación de la isla para poder seguir en la Unión Europea, pero el gobierno norirlandés ha rechazado de momento convocar un referéndum al respecto.

## Geografía
Irlanda del Norte está ubicada en el noreste de la isla de Irlanda, al noroeste del continente europeo. Su territorio abarca 14 130 km², aproximadamente el 16 % del total de la isla. La única frontera en tierra firme es la que le une al oeste y sur con la República de Irlanda, con una medida de 499 km entre Lough Foyle y Carlingford Lough. Se encuentra además rodeada por el canal del Norte y al este con el mar de Irlanda. En los estrechos de Moyle el ancho se reduce a solo 20 km, siendo la menor distancia entre la isla y Gran Bretaña, y a menos de 30 km de Escocia desde la península de Kintyre. Irlanda del Norte está conformada por seis condados tradicionales: Antrim, Armagh, Down, Fermanagh, Londonderry y Tyrone. La extensión actual fue establecida en la Comisión Irlandesa de Fronteras surgida tras la independencia irlandesa en 1921.

### Geología e hidrografía

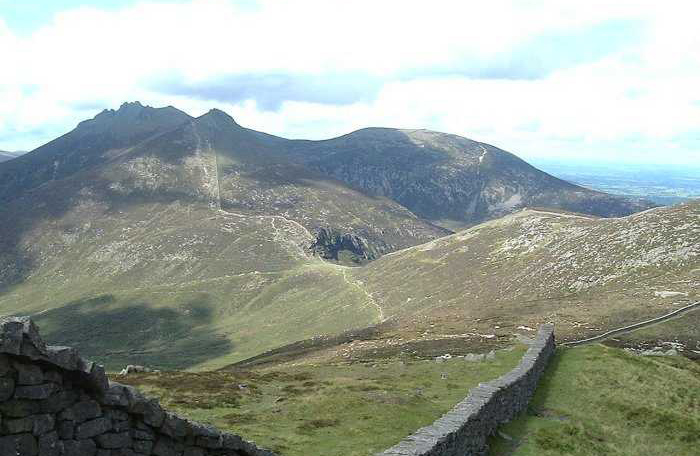
Montes de Mourne, en el condado de Down.

Todo el territorio estuvo cubierto por una gran capa de hielo en la última era glaciar y durante los periodos precedentes. Como consecuencia puede encontrarse relieve de origen glacial (drumlin) en cuatro condados, la mayoría en el condado de Down. En el centro de la provincia está ubicado el lago Neagh, el más grande en las islas británicas y el tercero mayor en Europa Occidental, con una superficie de 391 km². Hay un segundo grupo importante de lagos en torno al lago Erne de Fermanagh. La isla norirlandesa más grande y la única habitada es Rathlin, al norte de la costa de Antrim. En todo el territorio hay una extensión de 200 km² de costa, la mayoría accidentadas por la presencia de fiordos e islotes; la principal entrada de mar es el fiordo oriental de Strangford Lough con una superficie de 150 km², aunque también son importantes los de Belfast, Foyle y Carlingford.
A lo largo del país hay sistemas montañosos de baja altura. Los montes Sperrin, uno de los más extensos de toda la isla de Irlanda, alcanzan una altura máxima de 679 metros sobre el nivel del mar, con ricos depósitos de oro. Los montes de Mourne se caracterizan por sus yacimientos de granito y por ser uno de los mayores atractivos turísticos nacionales, bajo gestión de la National Trust. Allí está situada la montaña norirlandesa más alta, Slieve Donard (849 metros). La actividad volcánica sobre la meseta de Antrim generó los pilares naturales de la Calzada del Gigante, con un total de 40 000 columnas de basalto en la costa nororiental de la isla. La mayor parte del territorio está integrado en la Provincia Ígnea del Atlántico Norte. Irlanda del Norte está atravesada por numerosos ríos que tiempo atrás fueron vitales para el desarrollo agrícola de la zona. Los más importantes son el río Bann, con una extensión total de 129 km; el río Lagan, en cuyo valle se asienta Belfast, y el río Foyle, que fluye por toda la provincia del Úlster.

### Clima
Irlanda del Norte tiene un clima oceánico suave y húmedo, marcado por las precipitaciones ligeras, la nubosidad y las temperaturas variables. Está atemperado por la corriente del Golfo proveniente del océano Atlántico, por lo que las diferencias entre estaciones son menos pronunciadas que en el interior de Europa. Comparado con otras naciones británicas, el clima norirlandés es más cálido que el de Escocia, con el que comparte similitudes. La temperatura media máxima en Belfast era de 6,5 °C en enero y 17,5 °C en julio. El máximo histórico registrado fue de 30,8 °C en Knockarevan, condado de Fermanagh, el 30 de julio de 1976, mientras que el más frío fue de –18,7 °C en Castlederg, condado de Tyrone, el 23 de diciembre de 2010.

## Gobierno y política

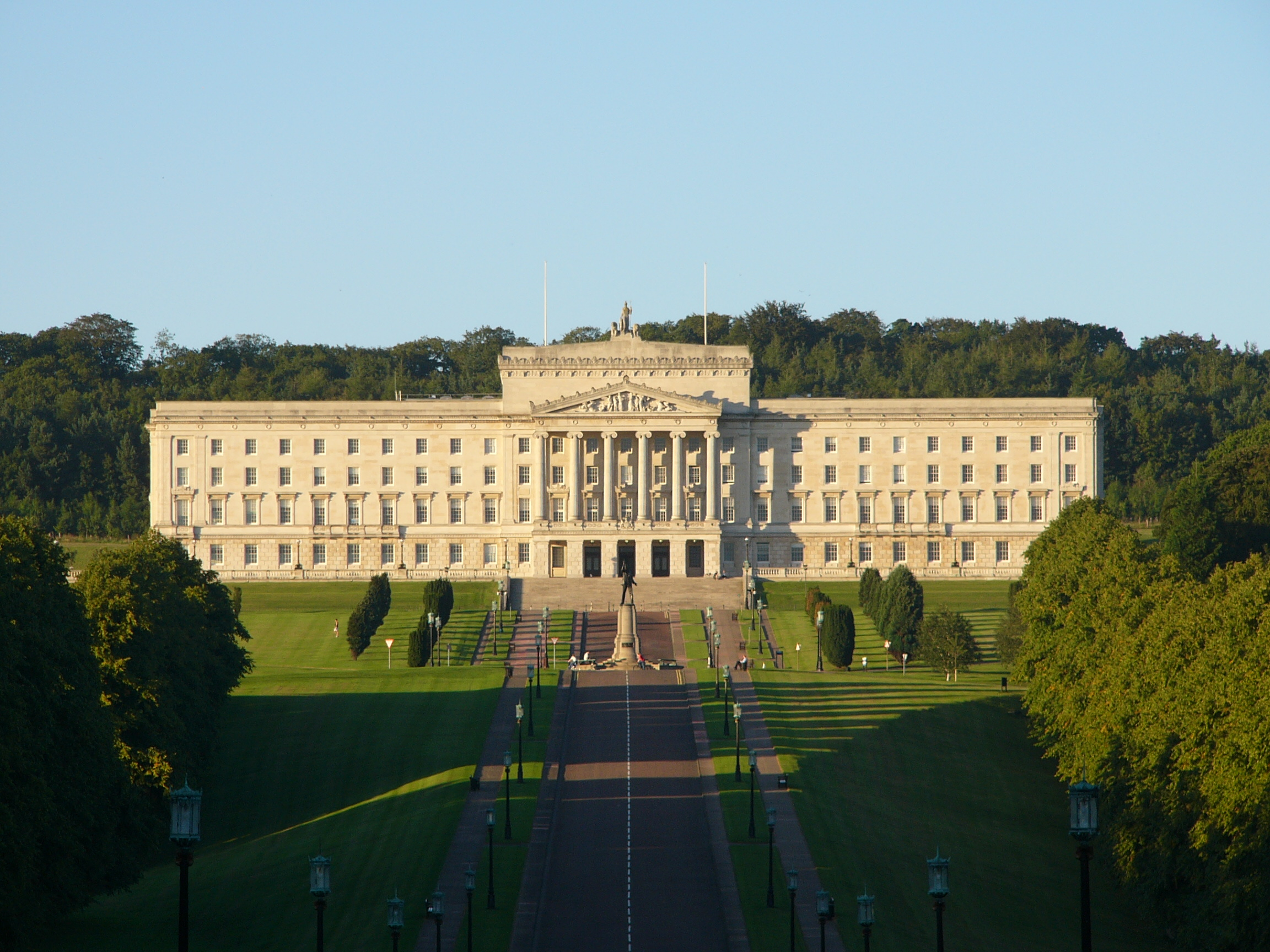
Edificio del Parlamento, sede de la Asamblea de Irlanda del Norte en Stormont, Belfast.

Dado que Irlanda del Norte es una de las naciones constituyentes del Reino Unido, el jefe de Estado es el monarca británico. Constitucionalmente, el Reino Unido es un Estado unitario con un Parlamento y un Gobierno soberanos. Sin embargo, los norilandeses disponen de un autogobierno limitado desde la aprobación de la Ley de Gobierno de Irlanda de 1920, actualmente representado en la Asamblea de Irlanda del Norte y el Gobierno de Irlanda del Norte. La devolución de poder entró en vigor en 1999, en virtud de los acuerdos de Viernes Santo, y su última reforma data de 2006.
La Asamblea norirlandesa es unicameral y tiene 90 miembros, elegidos por sufragio universal en 18 distritos electorales usando el Sistema D'Hondt. Cada miembro tiene que describirse oficialmente como «unionista», «nacionalista» u «otros». Hay mecanismos legales para asegurar que las responsabilidades de gobierno sean compartidas entre los unionistas y los nacionalistas. El nombramiento del ministro principal de Irlanda del Norte, del viceministro principal y del presidente de la Asamblea deben contar con el apoyo de una mayoría de ambas comunidades.
Desde 1999 existe el Consejo Ministerial Norte-Sur, una institución conjunta con la República de Irlanda para coordinar medidas que afectan al conjunto de la isla. Además, la Oficina del Reino Unido representa al Gobierno británico en Irlanda del Norte sobre los asuntos reservados, así como los intereses de esta nación en el gobierno del Reino Unido. Su representante es el Secretario de Estado para Irlanda del Norte, miembro del Gabinete del Reino Unido.
El autogobierno norirlandés está limitado: aunque tienen competencias transferidas, el Parlamento Británico sigue conservando la capacidad de reformar, cambiar, ampliar o abolir el sistema de gobierno a voluntad. La autonomía ha sido suspendida en varias ocasiones por motivos relacionados con el conflicto norirlandés, incluyendo la disolución en 1972 de la institución propia original, el Parlamento de Irlanda del Norte. Irlanda del Norte es una jurisdicción legal distinta, separada de Inglaterra, Gales y Escocia.

### Divisiones administrativas
Irlanda del Norte está dividida en 11 distritos con competencias de gobierno locales y su propio concejo municipal. Sus representantes son elegidos en las elecciones municipales y también se aplica el sistema de gobierno compartido. La división histórica de Irlanda del Norte son los seis condados que la conforman: Antrim, Armagh, Down, Fermanagh, Londonderry y Tyrone, más dos ciudades con estatuto de condado (county boroughs): Belfast y Derry

El nombre de «seis condados» se debe a la tradición de los condados de Irlanda establecida en el siglo XIX. Hoy en día solo tienen sentido simbólico: sí fueron división administrativa desde 1921 hasta 1973, pero en 1971 se diseñó un sistema regional de 26 distritos y representación proporcional que ha permanecido en vigor hasta su reforma en 2015. A nivel político, Irlanda del Norte está dividida en 18 circunscripciones electorales (constituencies): cuatro en Belfast y 14 en el resto de condados. Cada circunscripción otorga un representante al Parlamento del Reino Unido y cinco a la Asamblea norirlandesa.
| Núm. | Distrito                        | Sede                | Mapa |
| ---- | ------------------------------- | ------------------- | ---- |
| 1    | Belfast                         | Belfast             |      |
| 2    | Ards and North Down             | Bangor              |      |
| 3    | Antrim and Newtownabbey         | Antrim Newtownabbey |      |
| 4    | Lisburn and Castlereagh         | Lisburn             |      |
| 5    | Newry, Mourne and Down          | Downpatrick Newry   |      |
| 6    | Armagh, Banbridge and Craigavon | Craigavon           |      |
| 7    | Mid and East Antrim             | Ballymena           |      |
| 8    | Causeway Coast and Glens        | Coleraine           |      |
| 9    | Mid-Ulster                      | Dungannon           |      |
| 10   | Derry and Strabane              | Derry               |      |
| 11   | Fermanagh and Omagh             | Omagh Enniskillen   |      |

## Demografía

Densidad de población en Irlanda del Norte.

La población de Irlanda del Norte según el censo de 2011 es de 1 810 863 habitantes, lo que representa una densidad demográfica de 132 hab/km², bastante superior al promedio general de la vecina Irlanda y lo cual - en términos comparativos - constituye casi la tercera parte (28 %) de la población total de la isla y menos del 3 % del Reino Unido. La mayor parte de la población de Irlanda del Norte vive concentrada en sus cinco ciudades más grandes: Belfast (capital), Derry, Lisburn, Newtownabbey y Bangor.
Los norirlandess se encuentran repartidos de la siguiente forma: un 88,8% son naturales de la provincia, el 4,5 % proceden de Gran Bretaña, un 2,9 % nacieron en la República de Irlanda y el 4,3 % restante son naturales de otros países. El área es de 14 130 km² y la densidad de población es de 133 hab/km². Se trata de la nación constitutiva más pequeña del Reino Unido en habitantes (2,9 % del total) y superficie (5,7 % del total). En lo que respecta a la isla de Irlanda, supondría el 28 % de la población total.
La división política tradicional en Irlanda del Norte es entre unionistas y nacionalistas. Mientras los primeros quieren que la provincia siga siendo parte del Reino Unido, los segundos desean que se una a la República de Irlanda o bien sea independiente del dominio británico. A este factor debe sumarse también la división religiosa. Los unionistas o monarquistas son en su mayoría de religión protestante, descendientes de los colonos ingleses, escoceses y franceses hugonotes, o bien irlandeses nativos que se han convertido. Los nacionalistas, en cambio, son en su mayoría católicos y descendientes de la población anterior a la colonización del Úlster, con una minoría de montañeses escoceses y algunos conversos. El porcentaje de minorías étnicas es del 1,8 %, más del doble respecto al censo de 2001.
La complejidad de la sociedad norirlandesa impide hacer una generalización sobre pertenencia y religión: no todos los católicos apoyan necesariamente el nacionalismo irlandés, y la misma regla es válida para los protestantes y anglicanos en relación con el unionismo. Dentro de la identidad nacional británica, un 81 % se definen como protestantes y un 13 % son católicos. Del mismo modo, entre la identidad irlandesa hay un 57 % de católicos, un 12 % de no cristianos y un 4 % de protestantes. La Ley de Gobierno de Irlanda de 1920 estableció una estructura geográfica que dotaba a los unionistas de mayoría. Sin embargo, la población de origen irlandés ha crecido gracias a una mayor natalidad y a la inmigración desde la parte republicana. El número de matrimonios mixtos se ha incrementado a partir de la década de 1990.

### Identidad nacional

Identidad nacional reconocida en Irlanda del Norte, según más británicos (azul) o irlandeses (verde).

La identidad nacional en Irlanda del Norte quedó reflejada en el censo de 2011 del siguiente modo: un 48 % de sus habitantes se incluyeron en el grupo de británicos, un 29 % en el de norirlandeses y un 25 % en el de irlandeses. Si se tiene en cuenta la principal identidad, se reduce a un 40 % de británicos, un 25 % de irlandeses y un 21 % de norirlandeses.
El sentimiento de pertenencia suele ir ligado a la religión: muchos protestantes se consideran a sí mismos británicos, mientras que una mayoría de católicos se consideran irlandeses. La raíz de esta división tiene origen en la colonización del Úlster en el siglo XVII, cuando la población de origen gaélico fue reemplazada por colonos de Gran Bretaña, y se agudizó a raíz del alzamiento de Pascua en la década de 1910. En ese sentido, la identificación exclusiva de «norirlandés» se ha introducido en el censo para reducir las divisiones sectarias.
En el acuerdo de Viernes Santo de 1998, los gobiernos de Reino Unido e Irlanda firmaron un compromiso sobre nacionalidad. Es norirlandés toda aquella persona que haya nacido en Irlanda del Norte y tenga, en el momento de nacer, al menos un padre o madre de nacionalidad británica, de nacionalidad irlandesa o con residencia permanente en Irlanda del Norte. El norirlandés es considerado automáticamente ciudadano británico, y la Constitución de Irlanda reconoce también el acceso a la nacionalidad irlandesa bajo las mismas condiciones que otros habitantes de la República. La gran mayoría de norirlandeses católicos se han acogido a esta normativa. Si un norirlandés desea renunciar a la nacionalidad británica, deberá abonar una tasa. En cuanto a las limitaciones, los hijos nacidos de ambos padres extranjeros no son considerados británicos ni irlandeses. Entre los residentes hay un 59,1 % con pasaporte británico, un 20,8 % con pasaporte irlandés y un 18,9 % sin pasaporte o con el de otro país.

### Religión

Distribución de protestantes (rojo) y católicos (azul) en 2011.

Según el censo del año 2021, publicado por el NISRA en septiembre de 2022, el 45,7% de su población se define como católico y el 43,4% como protestante (presbiterianismo 17%, anglicanismo 12%, metodismo 2%, otras religiones cristianas 7%). Se trata de la primera vez en la historia del territorio en la que los católicos suponen el primer grupo religioso en términos cuantitativos. Según el censo de 2011, los católicos representaban un 40,8 %, y los protestantes, un 41,6% (Iglesia presbiteriana (19%), la Iglesia de Irlanda (14 %) y el metodismo (3 %). El incremento de la población católica en los últimos años está ligado a la inmigración procedente de la República de Irlanda y a un mayor índice de natalidad.
Si se tiene en cuenta el peso de la religión entre las comunidades, en 2017 el 48 % tenía influencia protestante y el 45 % influencia católica. Las comunidades de Irlanda del Norte suelen describirse en función de sus conexiones con las dos religiones mayoritarias: mientras los unionistas tienden a ser protestantes o miembros de la anglicana Iglesia de Irlanda, los nacionalistas irlandeses son en su mayoría católicos.

### Lenguas
Los idiomas oficiales son el idioma inglés y el idioma irlandés o gaélico irlandés moderno. El idioma oficial de facto en Irlanda del Norte es el inglés, conocido y utilizado por la práctica totalidad de la población. El dialecto norirlandés del inglés tiene influencias del escocés del Úlster. Algunas minorías usan el irlandés y el escocés, ambos con reconocimiento específico a través de la Carta Europea de las Lenguas Minoritarias o Regionales, ratificada por el gobierno británico en 2001, y del acuerdo del Viernes Santo.
El gobierno norirlandés cuenta con dos organismos de protección: el Foras na Gaeilge para la lengua irlandesa y la Ulster Scots Agency para el escocés del Úlster. Ambos organismos funcionan por separado y bajo la supervisión del North/South Language Body, parte del Consejo Ministerial Norte-Sur. Se estima que un 11 % de los norirlandeses tiene «conocimientos básicos» de gaélico y un 3,7 % sabe utilizarlo. El conocimiento del escocés es sensiblemente inferior; no llega al 2 %. En Irlanda del Norte sigue vigente la Ley de Administración de la Justicia de 1737, aprobada por el antiguo Parlamento de Irlanda, según la cual el inglés es la única lengua válida en los procesos judiciales.

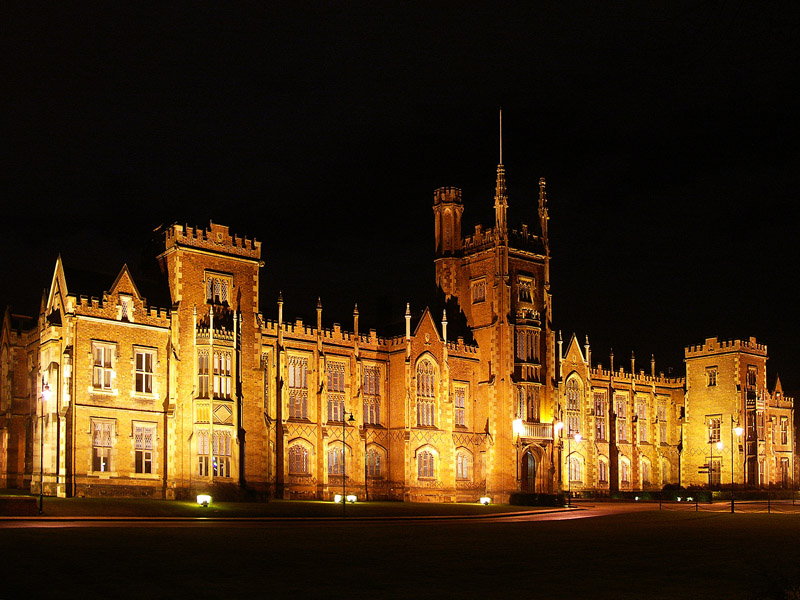
Queen's University, Belfast

### Educación
A diferencia de la mayoría de las zonas del Reino Unido, en el último año de la escuela primaria muchos niños se presentan a los exámenes de acceso a los colegios de gramática.
Las escuelas integradas, que intentan garantizar un equilibrio en la matriculación entre alumnos de religión protestante, católica y de otras confesiones (o ninguna), son cada vez más populares, aunque Irlanda del Norte sigue teniendo un sistema educativo segregado principalmente de facto. En el sector de la enseñanza primaria, 40 escuelas (el 8,9% del número total) son escuelas integradas y 32 (el 7,2% del número total) son Gaelscoileanna (escuelas de lengua irlandesa).
Las principales universidades de Irlanda del Norte son la Universidad de la Reina en Belfast y la Ulster University, así como la Open University de enseñanza a distancia, que tiene una oficina regional en Belfast.

## Economía

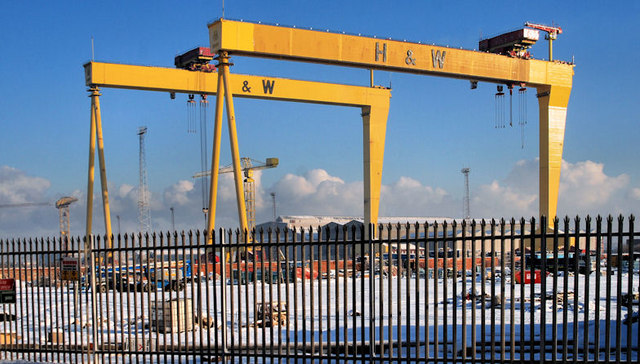
Grúas de Harland and Wolff.

Irlanda del Norte es una economía de mercado orientada al sector servicios, con una rica tradición industrial que se ha mantenido. El desempleo ha sido reducido considerablemente hasta situarse en el 6%, ligeramente por encima de la media nacional pero inferior al porcentaje irlandés. El país representa la economía más pequeña del Reino Unido, por lo que el gobierno británico otorga ayudas públicas a la inversión.
La industria pesada ha jugado un papel clave en el desarrollo de la región. La empresa Harland and Wolff fue durante mucho tiempo el mayor astillero del mundo, famoso por la construcción del RMS Titanic entre otros transatlánticos, así como numerosos portaviones para la Marina Real británica. No obstante, la recesión económica de los años 1970 motivó su transformación hacia la ingeniería civil. De igual modo, el norirlandés Harry Ferguson tiene el honor de haber desarrollado el primer tractor agrícola moderno. Hoy en día el mayor empleador industrial es Bombardier Aerospace, especializada en productos aeroespaciales, seguida por multinacionales como Caterpillar, DuPont, Fujitsu y Seagate. El otro sector clave es la industria textil, y más concretamente la confección de tejidos de lino. La producción norirlandesa de linaza representaba el 10% de toda la Unión Europea.
Durante el conflicto norirlandés se produjo una desinversión nacional e internacional. La consiguiente reconversión industrial y desindustrialización provocó una drástica caída de la actividad laboral, así como tasas de desempleo superiores al 17 % en los años 1980. Sin embargo, la firma de los acuerdos de paz en 1998 conllevó la recuperación económica del país, asociada a su vez al crecimiento de Irlanda. Las empresas norirlandesas mantienen estrechos vínculos con las dos principales universidades del país: la Universidad de la Reina y la Universidad del Úlster.

### Inversión extranjera
Los principales socios comerciales de Irlanda del Norte son los Estados miembro de la Unión Europea, y particularmente la República de Irlanda. El conjunto de Europa representa un 55 % del total, pero si se desglosan los datos el comercio con los irlandeses lidera tanto las exportaciones (33 %) como las importaciones (27 %). Los principales bienes con los que comercia son los siguientes: maquinaria y equipamiento de transporte, alimentación, productos químicos y manufactura.
| Balanza comercial | Balanza comercial | Balanza comercial | Balanza comercial |
| Exportaciones a   | Exportaciones a   | Importaciones de  | Importaciones de  |
| País              | Porcentaje        | País              | Porcentaje        |
| ----------------- | ----------------- | ----------------- | ----------------- |
| Irlanda           | 33.4 %            | Irlanda           | 27.2 %            |
| Estados Unidos    | 17.6 %            | China             | 16.5 %            |
| Canadá            | 5.8 %             | Estados Unidos    | 8.2 %             |
| Alemania          | 5.3 %             | Alemania          | 6.1 %             |
| Francia           | 4.8 %             | Países Bajos      | 5.7 %             |
| Otros             | 33.1 %            | Otros             | 36.3 %            |

## Infraestructura

### Energía

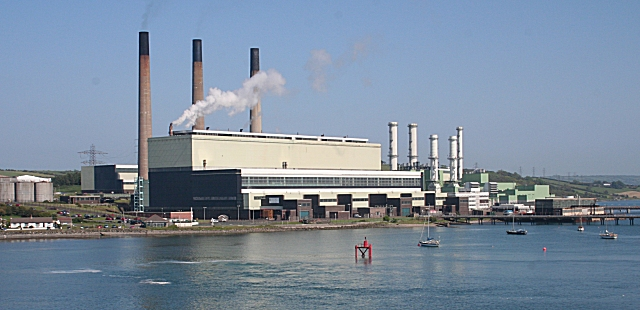
Planta eléctrica de Ballylumford.

Las competencias sobre energía están transferidas a la Autoridad Regulatoria de Irlanda del Norte. La generación de energía corre a cargo de AES UK, ESB y las empresas de energía renovable; la transmisión es operada por System Operator for Northern Ireland (SONI), y la distribución es responsabilidad de Northern Ireland Electricity (NIE), con una infraestructura que llega a más de 850 000 clientes. El mercado eléctrico está liberalizado.
La principal infraestructura es la planta de gas natural de Ballylumford, al este de la provincia y con una potencia instalada de 1300 MW. Además hay una planta de gas natural en Coolkeeragh para el área metropolitana de Derry (460 MW) y otra de carbón en Kilroot, condado de Antrim (660 MW). Toda la red norirlandesa está conectada con la de República de Irlanda a través de tres interconectores, así como a la de Gran Bretaña mediante un cable submarino. El gas natural del área metropolitana de Belfast es conducido por una tubería de 135 km desde Twynholm (Dumfries and Galloway, Escocia) hasta la planta de Ballylumford.

### Vivienda
El mercado inmobiliario de Irlanda del Norte estaba compuesto en 2011 por viviendas unifamiliares aisladas (36 %), viviendas semipareadas (28 %), casas adosadas (25 %) y pisos o apartamentos (9 %). En comparación al resto del Reino Unido, el número de hogares aislados es muy superior a la media nacional.

### Transporte

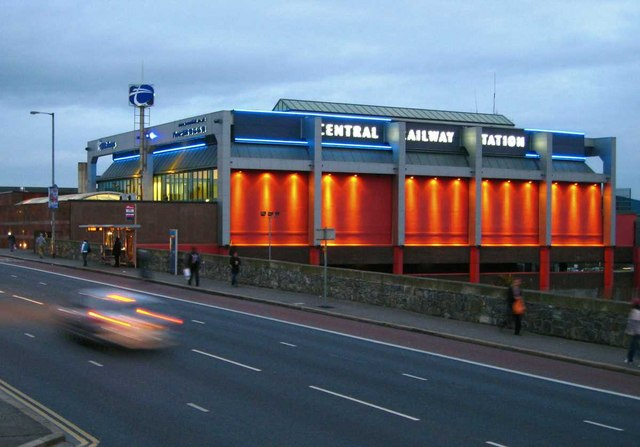
Estación Central de Belfast

La red de carreteras y ferrocarriles norirlandeses es de propiedad estatal. El Departamento de Infraestructuras de Irlanda del Norte se encarga de su gestión y mantenimiento. Una corporación estatutaria creada en 1967, la Compañía de Transportes de Irlanda del Norte (cuyo nombre comercial es Translink), opera los servicios públicos de transporte a través de tres subsidiarias: NI Railways (ferrocarril), Ulsterbus (autobuses) y Metro (autobuses urbanos en Belfast).
Los ferrocarriles norirlandeses y la irlandesa Iarnród Éireann mantienen la línea conjunta Enterprise que va desde la Estación Central de Belfast hasta la de Dublín Connolly. Hay tres aeropuertos en Irlanda del Norte: dos de titularidad privada —Aeropuerto Internacional de Belfast y Aeropuerto ciudad de Belfast-George Best— y uno de titularidad pública, el Aeropuerto de la ciudad de Derry. El Internacional de Belfast es el segundo mayor aeródromo de la isla de Irlanda, con más de cuatro millones de pasajeros al año.

### Telecomunicaciones
Al formar parte del Reino Unido, Irlanda del Norte comparte la misma red de telecomunicaciones y servicios postales. Las llamadas telefónicas desde el territorio a la República de Irlanda y viceversa se cobran al mismo precio que una llamada doméstica, precedidas por el prefijo especial 048 o por el prefijo internacional 0044. Lo mismo sucede con los reglamentos de itinerancia móvil (roaming) desde 2017. En telefonía fija y acceso a Internet, el principal operador es la multinacional BT Group y el mercado está abierto a la competencia en todos sus sectores desde la ruptura del monopolio. En 2006, Irlanda del Norte se convirtió la primera región europea con un 100 % de cobertura de banda ancha. Además, ha podido mejorar su servicio rural y las conexiones internacionales gracias a las ayudas del Fondo Europeo de Desarrollo Regional. Se estima que el 90 % de los norirlandeses tiene acceso a internet.
En telefonía móvil, existen cuatro operadores con red propia —Vodafone, O2, EE y Three— y un número considerable de operadores móviles virtuales. El 99 % de la población reside en áreas con cobertura 4G, lo que supone la mayor proporción entre las naciones del Reino Unido. Siete de cada diez personas utilizaron su móvil en 2016 para acceder a internet, y nueve de cada diez están satisfechos con su cobertura.

### Medios de comunicación

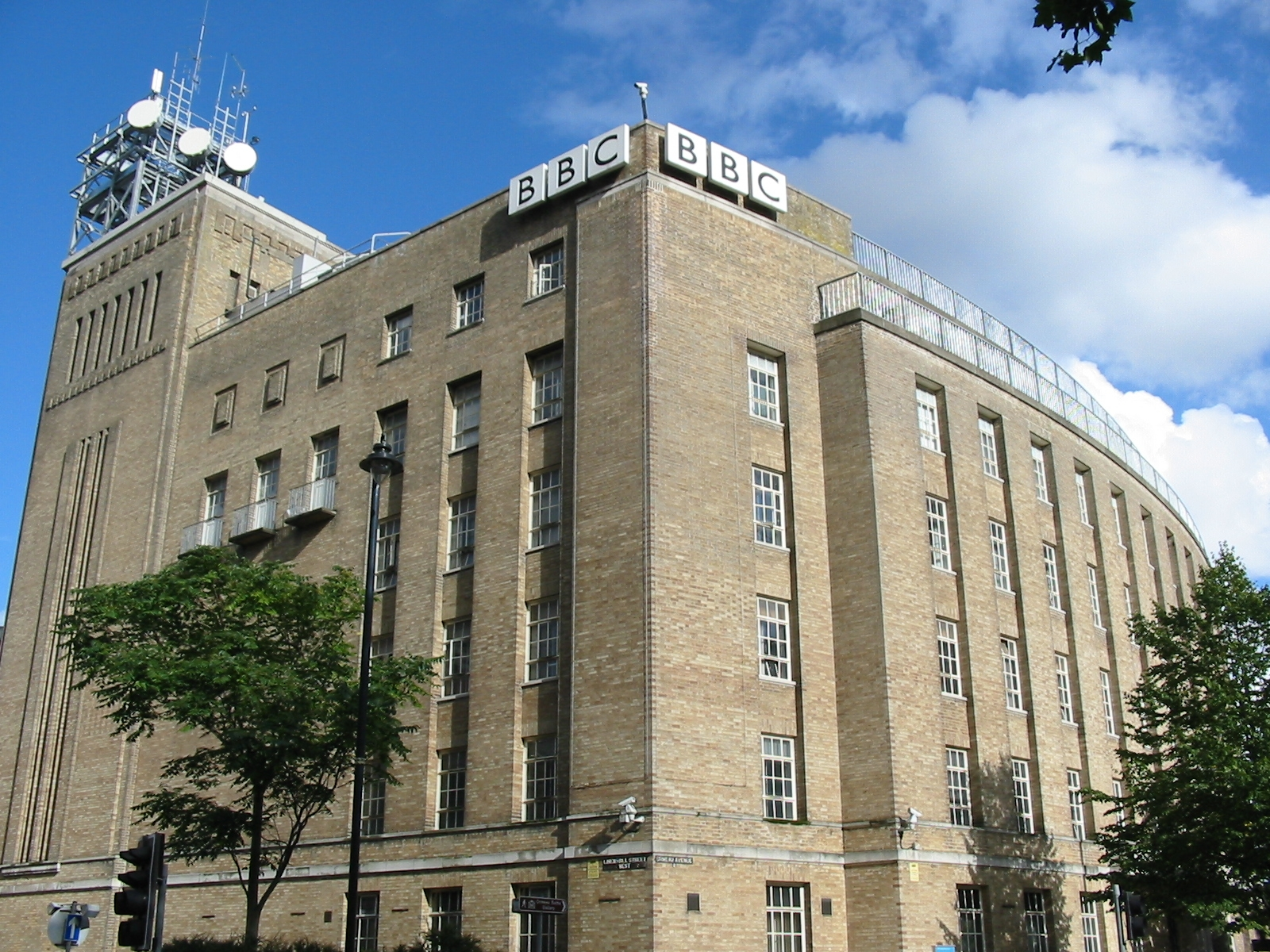
Delegación de la BBC en Belfast.

Las competencias sobre medios de comunicación en Irlanda del Norte corresponden al gobierno del Reino Unido. La principal fuente de información es la televisión (62 %), seguida de la radio (17 %), los sitios web (9 %) y la prensa escrita (4 %). Los residentes deben pagar el canon televisivo británico.
La radiodifusora pública BBC cuenta con un centro de producción en Belfast (BBC Northern Ireland) que gestiona dos emisoras de radio y desconexiones de televisión regional. La oferta de televisión privada corre a cargo de UTV (filial norirlandesa de ITV), Channel 4, Channel 5, los canales gratuitos de Freeview y las plataformas de televisión por suscripción. Gracias a un acuerdo de reciprocidad, también pueden sintonizar los canales públicos de la República de Irlanda: RTÉ y TG4. Hay una fuerte implantación de la prensa local, representada en las cabeceras Belfast Telegraph, The News Letter (unionista) y The Irish News (nacionalista), así como disponibilidad de publicaciones británicas e irlandesas.

## Cultura
Irlanda del Norte comparte aspectos de la cultura de Irlanda y de la cultura del Reino Unido. La población de origen católico tiende a identificarse con la primera, mientras que los protestantes son más cercanos a la segunda. Desde la finalización del conflicto, se ha convertido en un destino turístico gracias a los festivales culturales, las visitas a atractivos naturales, y a la práctica de deportes como el golf y la pesca.
Belfast concentra la mayoría de las instituciones culturales norirlandesas como la biblioteca de Linen Hall, la más antigua de la nación y restringida a socios; el Museo del Úlster, el Metropolitan Arts Centre de arte contemporáneo y el Titanic Belfast.

### Desfiles

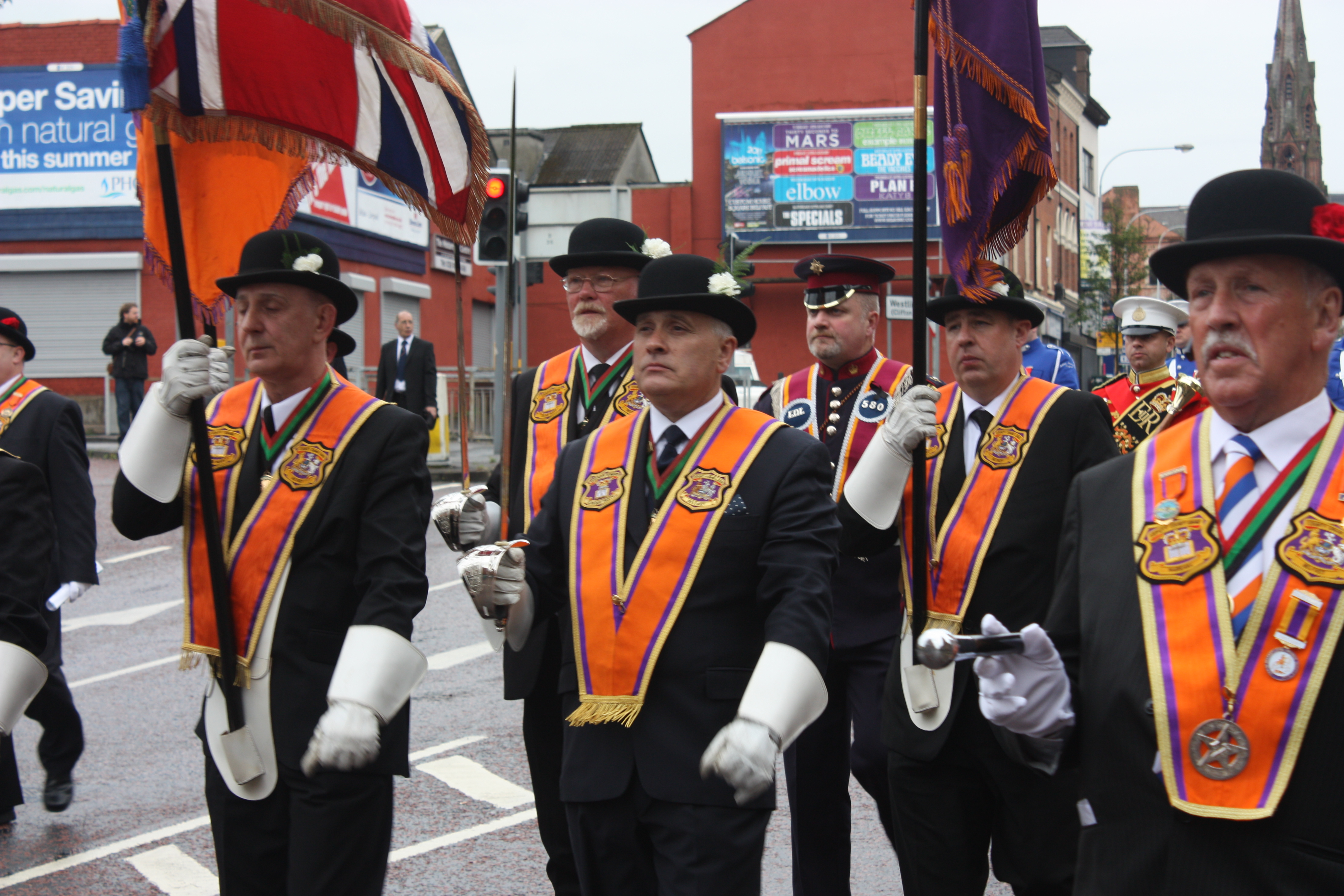
Marcha del 12 de julio de la Orden de Orange que conmemora la victoria orangista en la batalla del Boyne.

Los desfiles son muy importantes en la sociedad norirlandesa, más que en el resto de Irlanda y Gran Bretaña. Cada comunidad cuenta con sus propias marchas. Los más conocidos son los de las cofradías protestantes como la Orden de Orange, los Aprendices de Derry y las bandas de marcha lealistas. Cada verano, las cofradías celebran numerosos desfiles y las calles norirlandesas por donde pasa el recorrido se llenan de banderas británicas, pendones, verderones y bandas de música. El más importante es The Twelfth, que cada 12 de julio conmemora en toda la provincia el triunfo de los orangistas sobre los jacobitas en la batalla del Boyne de 1690.
En las comunidades católicas son mucho menos habituales, pero se concentran en fechas como el Día de San Patricio, el alzamiento de Pascua o las huelgas de hambre de 1981. Históricamente, los desfiles han sido objeto de controversia entre las comunidades protestante y católica, sobre todo cuando los protestantes atravesaban áreas de mayoría católica. Si bien los primeros aseguran que es una tradición iniciada en el siglo XIX, antes de que esas zonas estuviesen pobladas, los segundos lo consideran una provocación y un gesto triunfalista. Después de que se produjera una revuelta en Portadown, el gobierno norirlandés cuenta con un organismo regulador independiente, la Comisión de Desfiles (Parades Commission), que vigila el correcto desarrollo de las marchas desde 1998.

### Mitología

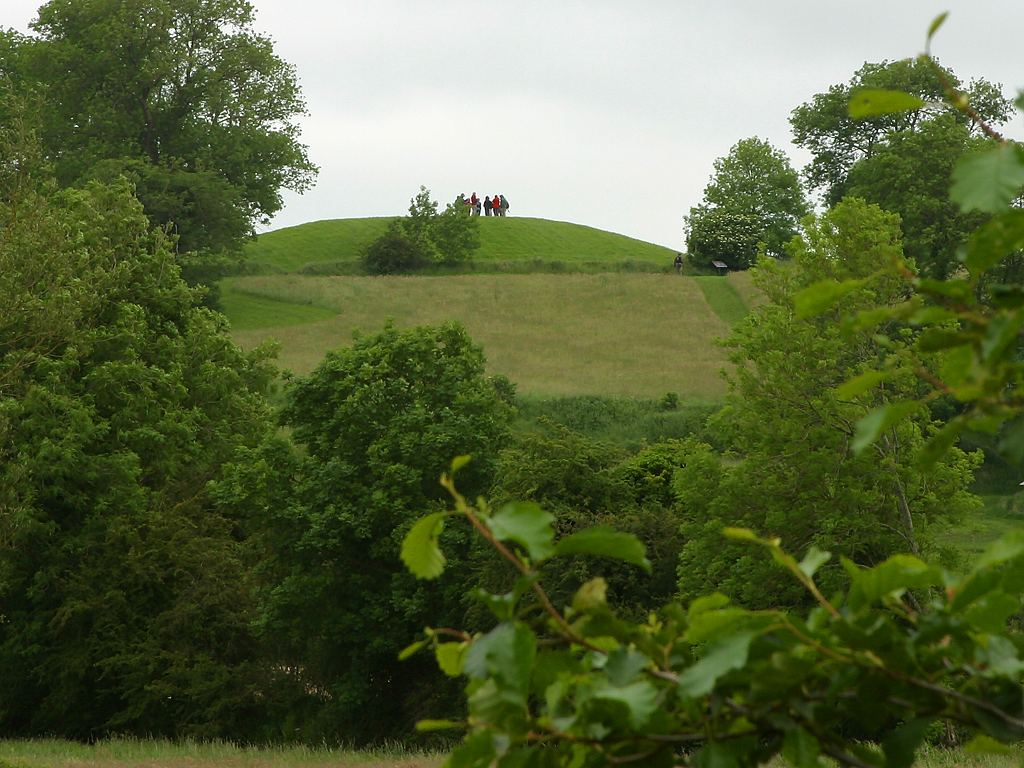
El fuerte de Emain Macha, capital tradicional de los Ulaid, está situado en el condado de Armagh.

La mitología de Irlanda del Norte es común a la de toda la isla de Irlanda. Si bien muchas leyendas de la era precristiana se perdieron durante la cristianización de la isla, la mayoría de leyendas se han conservado hasta nuestros días. La historia mitológica irlandesa está dividida en cuatro «ciclos»: el ciclo del Úlster, el ciclo mitológico, el ciclo feniano y el Ciclo de los Reyes, los cuales cuentan la historia de Irlanda y del pueblo gaélico previa a las primeras invasiones, así como la genealogía de los reyes irlandeses.
El ciclo del Úlster —o ciclo de los Ulaid— se establece alrededor del comienzo de la era cristiana y casi todo tiene lugar en las provincias del Úlster y Connacht. Consiste en un grupo de historias heroicas que tratan de las vidas de Conchobar mac Nessa (el rey del Úlster), el gran héroe Cúchulainn (el hijo de Lug) y sus amigos, amantes y enemigos. El desarrollo de las historias se centra en torno a la corte real en Emain Macha (conocido como Fuerte Navan), cerca de la actual ciudad de Armagh. Los Ulaid mantenían estrechas relaciones con la colonia irlandesa en Escocia, y parte del entrenamiento de Cúchulainn tiene lugar en esta colonia.

### Artes y literatura

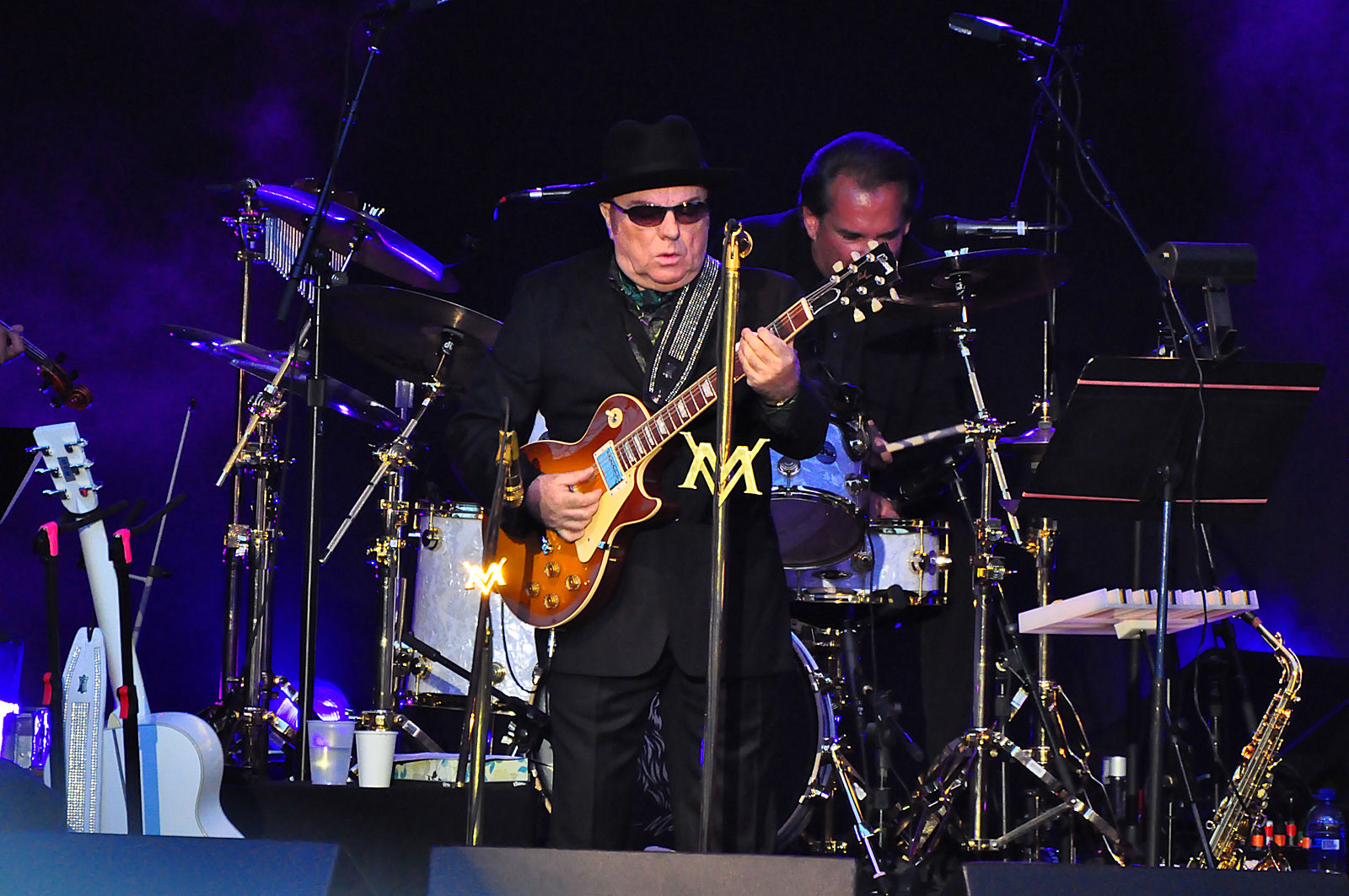
Concierto de Van Morrison en Edmonton, Canadá (2010).

La cultura popular de Irlanda del Norte está ligada a la música, por influencia tanto irlandesa como británica. Van Morrison, apodado «el León de Belfast» es considerado uno de los músicos más influyentes de su generación, primero con el grupo Them y después en su carrera de solista. Ganador de seis premios Grammy, es miembro del Salón de la Fama del Rock and Roll y del Salón de la Fama de los Compositores. El grupo The Undertones, pioneros del pop-punk en los años 1970, es originario de Derry. También han gozado de reconocimiento internacional las bandas alternativas Stiff Little Fingers, The Divine Comedy, y Two Door Cinema Club. El guitarrista Gary Moore (miembro de Thin Lizzy) era natural de Belfast.
Dentro de la música tradicional, el instrumento más conocido es el tambor Lambeg. Se trata de uno de los instrumentos acústicos más sonoros del mundo, pudiendo alcanzar niveles de 120 decibelios. Destacan a su vez danzas populares como la giga y el reel. La industria cinematográfica norirlandesa ha permanecido bajo la sombra de las producciones de Reino Unido e Irlanda, pero ha sido capaz de producir títulos con repercusión internacional. Buena parte de la filmografía ha tenido el conflicto norirlandés como tema central; el título más importante es «Bloody Sunday» (Paul Greengrass, 2002), basado en los sucesos del Domingo Sangriento, que ha sido galardonada con el Oso de Oro del Festival de Cine de Berlín. El director norirlandés más afamado es Kenneth Branagh, especialista en adaptaciones de obras clásicas shakesperianas como Enrique V (1989), Otelo (1995) y Hamlet (1996).
Más conocidos son los numerosos actores que ha aportado a la industria audiovisual. Liam Neeson y Stephen Rea han sido candidatos a los premios Óscar, y Stephen Boyd llegó a ganar el Globo de Oro en 1959 por su papel en Ben-Hur. Otros actores reconocidos son Ciarán Hinds, Bronagh Gallagher, Patrick Magee, Siobhán McKenna y Jamie Dornan. La Academia Irlandesa de Cine y Televisión (IFTA) tiene como objetivo el desarrollo profesional del sector audiovisual en el conjunto de la isla de Irlanda. En el ámbito de la literatura, Irlanda del Norte cuenta con una tradición fuerte basada en clásicos como C. S. Lewis, Brian Friel y Flann O'Brien. El escritor irlandés Seamus Heaney, nacido en Derry, ha sido galardonado con el Premio Nobel de Literatura en 1995 «por las obras de una belleza lírica y una profundidad ética, que exaltan milagros diarios y vidas pasadas».

### Gastronomía
La gastronomía norirlandesa engloba estilos culinarios, recetas y tradiciones tanto de la cocina británica como de la cocina irlandesa. El ingrediente principal es la patata, presente en la mayoría de preparaciones como el puré champ y el guiso colcannon. Hay pocos platos característicos de la región: los más conocidos son el pan de soda —hecho con bicarbonato sódico en vez de levadura—, el pan de papa, bangers and mash, el queso de Coleraine y el Ulster fry, una variante del desayuno completo.

## Deportes
Las disciplinas de equipo más practicadas en Irlanda del Norte son el fútbol, el rugby y el fútbol gaélico. En cuanto a las individuales, destacan el golf y el boxeo. Los deportistas norirlandeses pueden competir con Reino Unido o bien con la República de Irlanda en los Juegos Olímpicos. Sin embargo, Irlanda del Norte cuenta con su propio comité en los Juegos de la Mancomunidad.
En fútbol, Irlanda del Norte posee su propio campeonato de liga y su propia selección nacional, al igual que el resto de naciones constitutivas británicas. La Asociación Irlandesa de Fútbol (IFA) fue fundada el 18 de noviembre de 1880, y durante tres décadas fue el único representante de la isla de Irlanda. Después de que la República de Irlanda proclamase su independencia, la FIFA siguió reconociendo a la IFA como único representante irlandés hasta los años 1950, cuando ambas selecciones limitaron la elección de jugadores a sus respectivos territorios. Desde entonces, se han clasificado para tres Copas Mundiales (1958, 1982 y 1986) y una Eurocopa (2016). La IFA es también miembro de la International Football Association Board, encargada de definir las reglas del fútbol a nivel mundial. El equipo más laureado es el Linfield F.C. de Belfast, si bien los norirlandeses prefieren seguir las ligas inglesas. Existe la particularidad del Derry City, equipo norirlandés que disputa la FAI Premier Division, la liga de la zona republicana. En la capital se encuentra también el estadio Windsor Park, donde la selección disputa todos sus partidos internacionales. El único norirlandés que ha ganado el Balón de Oro ha sido George Best.
El rugby, en cambio, es representado en una selección irlandesa unificada con jugadores procedentes de las dos entidades de la isla. La Unión de Rugby Fútbol de Irlanda fue fundada en 1879; desde entonces es una potencia mundial de este deporte, ocupa las primeras posiciones del ranking de la World Rugby, y cada año disputa el Torneo de las Seis Naciones. El equipo Ulster Rugby forma parte de la Pro 14 y juega sus partidos en el estadio Ravenhill de Belfast. Los deportes gaélicos están organizados en toda la isla de Irlanda por la Asociación Atlética Gaélica (GAA), la sociedad deportiva más grande de Irlanda con unos 500 000 socios. Mantiene reglas estrictas acerca de la condición amateur de los jugadores y entrenadores. El fútbol gaélico es la variante donde los norirlandeses obtienen mejores resultados, especialmente la selección del condado de Tyrone. Aunque hay jugadores protestantes, el deporte es seguido principalmente por la comunidad católica. Casement Park es el principal estadio de los deportes gaélicos del país, y también es el recinto deportivo norirlandés de mayor capacidad.
Irlanda cuenta desde 1891 con la federación de golf más antigua del mundo, la Golfing Union of Ireland, de la cual ellos también forman parte. El golf es el deporte en el que más norirlandeses han destacado, entre ellos Fred Daly, David Feherty, Ronan Raferty, Graeme McDowell, Darren Clarke y Rory McIlroy. En boxeo, Carl Frampton ha sido campeón del peso pluma por la Asociación Mundial. Una de las figuras más populares en el deporte británico fue Alex Higgins, jugador de snooker y apodado «el billarista del pueblo». En 1984 se convirtió en el primer norirlandés en conquistar la Triple Corona.
En deportes de motor, John Watson y Eddie Irvine son los únicos norirlandeses que han logrado ganar al menos un gran premio de Fórmula 1, llegando Irvine a ser subcampeón con Ferrari en 1999, mientras que Jonathan Rea ha ganado tres campeonatos del mundo de Superbikes, siendo el primer piloto de la historia en logarlos de forma consecutiva.

## Símbolos
Irlanda del Norte no cuenta con símbolos oficiales propios desde la suspensión de autonomía en 1972. No obstante, tanto la bandera como el escudo norirlandeses previos siguen siendo utilizados en la Mancomunidad de Naciones, en acontecimientos deportivos y a nivel local. Suelen tener mayor aceptación entre las comunidades unionistas, mientras que los nacionalistas irlandeses no los sienten representativos y utilizan la bandera tricolor irlandesa.
La bandera oficial de iure es la bandera del Reino Unido. Desde 1953 hasta 1972 tuvo rango oficial el estandarte del Úlster: esta enseña muestra, sobre un fondo con la cruz de San Jorge, una estrella de seis puntas con una mano roja del Úlster y la Corona Imperial británica. El número de puntas representa los condados irlandeses que conforman la provincia. De igual modo, el escudo de Irlanda del Norte estuvo en vigor desde 1924 hasta 1973. Además de la cruz de San Jorge y la estrella de seis puntas de plata con la mano roja del Úlster, surmontada por la Corona británica, destacan dos soportes: un león rampante de oro y un alce heráldico de plata, ambos con estandartes de Irlanda y del Úlster respectivamente.
La variante con la cruz de San Patricio (St. Patrick's Saltire), un aspa roja sobre campo blanco, se utilizó a partir de 1783 en la insignia de la Orden de San Patricio. Después del acta de la unión de 1800, se añadió el aspa a la antigua bandera del Reino de Gran Bretaña para representar a Irlanda en el nuevo Reino Unido de Gran Bretaña e Irlanda. A veces se usa informalmente para representar a Irlanda del Norte, especialmente de parte del gobierno británico. En 1986, la política del gobierno durante las visitas de Estado a Londres era izar las cruces de San Jorge, San Andrés, San Patricio y el dragón galés. El himno oficial es el mismo que el británico, God Save the King. La canción Londonderry Air ha sido utilizada por los norirlandeses en algunos eventos deportivos como los Juegos de la Mancomunidad. La selección de rugby de Irlanda, representativa de toda la isla de Irlanda, utiliza el himno común Ireland's Call desde 1995.

Bandera del Reino Unido, oficial de iure.
Bandera usada informalmente por el gobierno británico.
Bandera de Irlanda del Norte, oficial entre 1953 y 1972.
Escudo de Irlanda del Norte, oficial entre 1921 y 1972.
Bandera del Úlster.
Bandera de Irlanda, usada por el nacionalismo irlandés.